# Josef Julínek
Josef Julínek (* 22. února 1951, Bousín) je český podnikatel, vlastivědný pracovník a knihovník.

## Životopis
Vystudoval na provozně-ekonomické fakultě Vysoké školy zemědělské v Brně. Vedle profese ekonoma se věnuje i regionální historii a vlastivědě Drahanské vrchoviny. Společně s historikem Karlem Sommerem napsal několik monografií.
Spoluvlastní mlékárnu v Otinovsi a vede knihovnu v Bousíně.

## Dílo (spoluautor)
- JULÍNEK, Josef – SOMMER, Karel: 70 let mlékárny Otinoves s.r.o. Otinoves 1999.
- GOLIÁŠ, Marek – JULÍNEK, Josef: Květena Drahanské vrchoviny v okolí Bousína a Repech. Bousín 2017.
- JULÍNEK, Josef et al.: Malý slovníček horáčtiny. Praha 2010.
- JULÍNEK, Josef – SOMMER, Karel: Nejen o bousínské škole. Praha 2009.
- JULÍNEK, Josef a kol.: O Drahanské vrchovině. Historie – příroda – lidé. Praha 2012.
- SOMMER, Karel – JULÍNEK, Josef: Politik a kněz Alois Kolísek. Praha 2012.
- JULÍNEK, Josef – ŠVIHÁLEK, Milan: Pověsti z Drahanské vrchoviny. Praha 2014.
- JULÍNEK, Josef – SOMMER, Karel: Putování dějinami Bousína & Repech 1945–2005. Bousín 2007.
- JULÍNEK, Josef – SOMMER, Karel: Z minulosti obce Bousín. Bousín 2004.